# Gran Premio de la Hispanidad
El Gran Premio de la Hispanidad es uno de los grandes premios que se disputa desde 1988 en el Hipódromo de la Zarzuela de Madrid, durante la temporada de otoño, el 12 de octubre. La carrera está destinada a caballos y yeguas de 3 años en adelante sobre una distancia de 1.600 metros. 

## Palmarés[1][2][3]
| Gran Premio de la Hispanidad |                                                             |                                                             |                                                             |                                                             |                                                             |
| 2024                         | SAMEDI RIEN (IRE)                                           | Václav Janáček                                              | Guillermo Arizcorreta                                       | Yeguada Rocío                                               | 1600m                                                       |
| 2023                         | SAMEDI RIEN (IRE)                                           | Václav Janáček                                              | Guillermo Arizcorreta                                       | Yeguada Rocío                                               | 1600m                                                       |
| 2022                         | SAMEDI RIEN (IRE)                                           | Václav Janáček                                              | Guillermo Arizcorreta                                       | Yeguada Rocío                                               | 1600m                                                       |
| 2021                         | RESACON (GB)                                                | Borja Fayos                                                 | Ioannes Osorio                                              | Cuadra Formentor                                            | 1600m                                                       |
| 2020                         | AMEDEO MODIGLIANI (IRE)                                     | Václav Janáček                                              | Guillermo Arizcorreta                                       | Yeguada Rocío                                               | 1600m                                                       |
| 2019                         | ORIENTAL (JPN)                                              | Borja Fayos                                                 | Álvaro Soto                                                 | Cuadra M'Hammed Karimine                                    | 1600m                                                       |
| 2018                         | CEFIRO (IRE)                                                | José Luis Martínez                                          | Juan Luis Maroto                                            | Cuadra La Toledana                                          | 1600m                                                       |
| 2017                         | ALMOROX (GB)                                                | Julien Augé                                                 | Christophe Ferland                                          | Ecurie Antonio Caro                                         | 1600m                                                       |
| 2016                         | ALMOROX (GB)                                                | Julien Augé                                                 | Christophe Ferland                                          | Ecurie Antonio Caro                                         | 1600m                                                       |
| 2015                         | DIEGO VALOR (FR)                                            | José Luis Martínez                                          | Alberto Carrasco                                            | Cuadra Odisea                                               | 1600m                                                       |
| 2014                         | ABDEL (SPA)                                                 | Jeremy Crocquevieille                                       | Ioannes Osorio                                              | Cuadra Duque de Alburquerque                                | 1600m                                                       |
| 2013                         | CIELO CANARIAS (IRE)                                        | José Luis Martínez                                          | Enrique León                                                | Cuadra Grupo Bolaños                                        | 1600m                                                       |
| 2012                         | CIELO CANARIAS (IRE)                                        | José Luis Martínez                                          | Enrique León                                                | Cuadra Grupo Bolaños                                        | 1600m                                                       |
| 2011                         | ABDEL (SPA)                                                 | Jeremy Crocquevieille                                       | Ioannes Osorio                                              | Cuadra Duque de Alburquerque                                | 1600m                                                       |
| 2010                         | SILVERSIDE (USA)                                            | Julien Grosjean                                             | Mauricio Delcher Sánchez                                    | Cuadra Safsaf                                               | 1600m                                                       |
| 2009                         | SILVERSIDE (USA)                                            | Julien Grosjean                                             | Mauricio Delcher Sánchez                                    | Cuadra Safsaf                                               | 1600m                                                       |
| 2008                         | SHUMOOKH (IRE)                                              | Francisco Jiménez Álvarez                                   | Teodoro Callejo Solana                                      | Cuadra Los Aspirantes                                       | 1600m                                                       |
| 2007                         | SOLITA (USA)                                                | Jorge Horcajada                                             | Mauricio Delcher Sánchez                                    | Cuadra Madroños                                             | 1600m                                                       |
| 2006                         | TRIP TO THE MOON (GB)                                       | José Luis Martínez                                          | Yan Durepaire                                               | Cuadra Maroto-Satli                                         | 1600m                                                       |
| 2005                         | YOUNG TIGER (FR)                                            | Jean Bernard Eyquem                                         | François Rohau                                              | Cuadra Javier Gispert                                       | 1600m                                                       |
| 2004 - 1997                  | No se disputó debido al cierre del Hipódromo de la Zarzuela | No se disputó debido al cierre del Hipódromo de la Zarzuela | No se disputó debido al cierre del Hipódromo de la Zarzuela | No se disputó debido al cierre del Hipódromo de la Zarzuela | No se disputó debido al cierre del Hipódromo de la Zarzuela |
| 1996                         | SHERIDAN (SPA)                                              | Matías Borrego                                              | Juan Luis Maroto                                            | Yeguada Cortiñal                                            | 1600m                                                       |
| 1995                         | VAL D'ARBOIS (FR)                                           | Santiago Calle                                              | Mauricio Delcher Sánchez                                    | Cuadra Marqués de Miraflores de San Antonio                 | 1600m                                                       |
| 1994                         | PARTIPRAL (USA)                                             | Santiago Calle                                              | Mauricio Delcher Poulies                                    | Cuadra Marqués de Miraflores de San Antonio                 | 1600m                                                       |
| 1993                         | PARTIPRAL (USA)                                             | Gerald Mosse                                                | Mauricio Delcher Sánchez                                    | Cuadra Marqués de Miraflores de San Antonio                 | 1600m                                                       |
| 1992                         | CALIFE D'OR (FR)                                            | Sergio Vidal                                                | Mauricio Delcher Poulies                                    | Cuadra Cascorro                                             | 1600m                                                       |
| 1991                         | CRACK REGIMENT (USA)                                        | M. Boutin                                                   | J. Fellows                                                  | Cuadra Robin Scully                                         | 1600m                                                       |
| 1990                         | SHERMAN (SPA)                                               | Vicente Cañizo                                              | Juan Jesús Ceca                                             | Yeguada Cortiñal                                            | 1600m                                                       |
| 1989                         | CAÑAL (SPA)                                                 | Alberto Carrasco Sánchez                                    | Marcos Carrasco Iglesias                                    | Cuadra Santa Quiteria                                       | 1600m                                                       |
| 1988                         | ISABENA (IRE)                                               | John Reid                                                   | Juan Campos                                                 | Cuadra África                                               | 1600m                                                       |